# كرانيشفلد
كرانيشفلد (بالألمانية: Kranichfeld) هي بلدة ألمانية تقع في ألمانيا في تورينغن. يقدر عدد سكانها بـ 3,660 نسمة .

## المدن التوأمة
مدن ديمل اشتات و هواشتات ان در آيش هي مدن توأمة لـكرانيشفلد.